# 闘病記
闘病記（とうびょうき）とは、大病を患った人がその体験、療養過程や、獲得した人生観などを綴った書物のジャンル。

## 概要
社会学者の門林道子は、『生きる力の源に　がん闘病記の社会学』で「病気を患う人自身が自らの病いについて、そして病いと向き合う自分自身について書いたもの、それが闘病記である」と定義した。また、病者の家族が書いた病状記録などについても、門林は「病気のプロセス、そして死もまた家族との関係性のなかで存在することから家族が書いたものも「闘病記」ととらえている」としている。また門林は、闘病記の意味を「闘病記を書くことで『新たなる自分』を発見することができる。究極の状況から主体的に立ち上がって、肯定的にこれまでとは異なる人生を切り開こうとしているさまが闘病記から読み取れる」等としている。遺族にとってはグリーフケアの意味も果たす。
門林によると、「闘病」の語が「病気と闘う」の意味で広く一般に知れ渡るのは1926年に小酒井不木が『闘病術』を出版してからで、同年には「婦女界」に掲載された岩瀬又吉の「死線を越えて肺病を征服する記」の広告宣伝として闘病記という言葉も使われているという。2000年代に入り闘病記の出版点数が増加するのは、自分史ブームや、パソコンやワープロの普及、文芸社の成功などで自費出版の隆盛があったためとも指摘している。
闘病記の中でも特に乳がんに関するものが多い。門林は理由として、罹患率の高さ、闘病期間の長さ、自己診断による発見ができる点、女性のシンボルである乳房を失う危機への直面などを挙げる。

## 図書館でのコーナー
2005年6月16日に東京都立中央図書館で「闘病記文庫」が設置されたのを皮切りに、多くの図書館で闘病記コーナーが設けられるようになった。鳥取県立図書館、山口県立山口図書館、水田記念図書館などである。

## 著名な闘病記
- 西田英史『ではまた明日』（1995年、草思社）　※ドラマ「命燃えて」原作
- 小倉恒子『女医が乳がんになったとき』（1997年、創樹社）
- 上野創『がんと向き合って』（2002年、晶文社）　※日本エッセイスト・クラブ賞受賞
- TBS報道局編『余命1ヶ月の花嫁』（2007年、マガジンハウス）　※映画化など。
- 大野更紗『困ってるひと』（2011年、ポプラ社）　※わたくし、つまりNobody賞受賞
- 笙野頼子『未闘病記――膠原病、「混合性結合組織病」の』（2014年、講談社）　※野間文芸賞受賞
- 山下弘子『雨上がりに咲く向日葵のように 「余命半年」宣告の先を生きるということ』（2014年、宝島社）
- ブライアン・フィース（英語版）『母のがん』（2018年、ちとせプレス）　※翻訳は高木萌、アイズナー賞受賞
- 山口雄也『「がんになって良かった」と言いたい』（2020年、徳間書店）